# Alexander Jewgenjewitsch Karatajew
Alexander Jewgenjewitsch Karatajew (häufig auch: Alexander Karataev, russisch Александр Евгеньевич Каратаев; * 22. November 1973 in Taganrog, Sowjetunion) ist ein ehemaliger russischer Fußballspieler und -trainer.

## Karriere

### Spieler
Karatajew begann seine Karriere beim Zweitligisten Rostselmasch Rostow. Von 1990 bis 1992 spielte er für den Erstligisten Spartak Moskau und gewann 1992 die Meisterschaft und den Vereinspokal. Nach einer Saison beim Stadtrivalen Lokomotive Moskau wechselte er nach Deutschland zum Bundesligisten FC Bayern München. Für die Profimannschaft bestritt er keinen Pflichtspieleinsatz. In der Amateurmannschaft wurde er mehrfach eingesetzt, unter anderem im Achtelfinale des DFB-Pokals. Am 27. Oktober 1993 wurde er bei der 3:4-Niederlage im Elfmeterschießen im Heimspiel gegen Tennis Borussia Berlin in der 105. Minute für Oliver Stegmayer eingewechselt.
Am Ende der Saison 1993/94 kehrte er nach Russland zurück, um es 1996 noch einmal in Deutschland zu versuchen. Beim 1. FSV Mainz 05 spielte er sechsmal in der 2. Bundesliga; erstmals am 13. September 1996 (6. Spieltag) beim 3:0-Sieg im Heimspiel gegen den VfB Oldenburg, als er in der 86. Minute für Abderrahim Ouakili eingewechselt wurde. Sein einziges Zweitligaspiel über 90 Minuten bestritt er am 18. Oktober 1996 (11. Spieltag) bei der 4:5-Niederlage im Auswärtsspiel gegen den SV Meppen.
In den folgenden zehn Jahren spielte er vorrangig für verschiedene unterklassige russische Vereine. Ende 2000 gelang ihm mit dem FK Chimki der Aufstieg in die zweite russische Liga. Nach der Saison 2001, in der er drei Tore in 19 Meisterschaftsspielen erzielte, wechselte Karatajew zum Ligakonkurrenten FK SKA Rostow, bei dem er jedoch nur fünf Mal zum Einsatz kam. 2006 war er für den kasachischen Erstligisten Ordabassy Schymkent aktiv.

### Trainer
Von 2009 bis 2012 trainierte er den russischen Drittligisten (Süd) FC Mitos Novocherkassk, ihm folgte Mikhail Kupriyanov.

## Erfolge
- Sowjetischer Vizemeister 1991
- Russischer Meister 1992
- Sowjetischer Pokalsieger 1992